# Wilhelm Achilles
Wilhelm Achilles (* 5. November 1862 in Leipzig; † nach 1913) war ein deutscher Schriftsteller.

## Leben
Wilhelm Achilles besuchte in Leipzig mehrere höhere Schulen, darunter die Realschule I. Ordnung, und studierte an der dortigen Universität Rechts- und Staatswissenschaften sowie Nationalökonomie. Dem Willen seines Vaters folgend, wollte er sich nach dem Ende seines Studiums der Laufbahn eines Rechtsanwaltes widmen, doch entschied er sich letztendlich anders und wurde freischaffender Schriftsteller, nachdem einige seiner Gedichte positive Aufnahme in der Öffentlichkeit gefunden hatten. Dem ersten Gedichtband von 1891 folgte 1895 ein zweiter.
Bereits 1892 wurde Wilhelm Achilles in der Öffentlichkeit empfohlen, dass er hätte seine kindischen „Gedichte“ (Leipzig, Albert Möller. 1891) lieber ungedruckt lassen sollen; er wäre dann vielleicht dereinst, von seinen Stammtischfreunden als großer Dichter bewundert, gestorben. Andere Zeitgenossen urteilten hingegen: Nichts Neues und nichts Besonderes, aber auch nichts Schlechtes und Mißlungenes.
Er war Mitglied und Vorstand (1899–1913) des Leipziger Turnvereins und publizierte im Jahre 1901 den Liederschatz dieses Vereins. Ferner gehörte er als Vorstand und Mitglied dem Leipziger Verein der Kinderfreunde (Kinderschutz) e. V. an. Ebenso war er Vorsitzender der Ortsgruppe der Deutschen Friedensgesellschaft in Leipzig.

## Werke (Auswahl)
- Achilles – Gedichte, Leipzig, Albert Müller, 1891.
- Neue Gedichte und poetische Erzählungen, 1895.
- (Hrsg.) Eichenlaub und Fichtenreis. Liederschatz des Leipziger Turnvereins, Leipzig-Eutritzsch, o. J. [1901].